# Бодреж (Канал)
Бодреж (словен. Bodrež) — мале поселення на лівому березі річки Соча в общині Канал, Регіон Горишка, Словенія. Висота над рівнем моря: 162,5 м.